# کالیکوت
کالیکوت (به زبان مالایالام: കോഴിക്കോട്، با تلفظی نزدیک به «کاژیکُد») شهری در ایالت کرالا در کشور هندوستان است. این شهر زمانی پایتخت ناحیه مالابار بود. دریانوردان ایرانی و عرب و بعدها اروپایی به این شهر بندری رفت‌وآمد داشتند و به تجارت می‌پرداختند. کالیکوت نخستین شهر هند بود که واسکو دا گاما، کاشف راه دریایی هند، به آن پا نهاد. از قرن شانزدهم میلادی به بعد کالیکوت از مراکز مهم تجارت ادویه جهانی به‌شمار می‌رفت.
واژه انگلیسی calico به معنی نوعی پارچه چلوار یا چیت از نام این شهر گرفته شده‌است. همچنین واژه گالینگور که در زبان فارسی برای نامیدن یک نوع پارچه پنبه‌ای با نقش‌های رنگارنگ و ساده استفاده می‌شود، از نام این شهر گرفته شده است.